# 遊びリテーション
遊びリテーションとは，レクリエーションの楽しさとリハビリテーションの効果の両方を得ることができる,高齢者を対象とする「遊び」である。主に高齢者施設で実施されており，介護の必要性に関わらずすべての高齢者を対象としている。

## 概要
「遊びリテーション」という言葉は，「遊び」と「リハビリテーション」を組み合わせた造語であり，1989年に出版された『遊びリテーション　障害老人の遊び・ゲームの処方集』（竹内孝仁ほか著，医学書院）により介護現場に普及した。
その背景として，安静の害に対するリハビリテーションによる早期離床・運動負荷の必要性と，超高齢社会に伴う介護需要の増大に関連したレクリエーションへのニーズの高まりが挙げられる。
きっかけとなる病気や障害の程度によらず，過度な安静は運動器系，循環器系，呼吸器系，消化器系，泌尿器系，神経系など全身に悪影響を及ぼし，廃用症候群の発生を招く。廃用症候群により，心身の機能が低下することで，日常生活動作の低下や，更なる生活の不活発化が起こり，それにより心身機能がますます低下するという悪循環に陥る。この悪循環を断ち切るためには，治療上の安静が必要な場合を除き，活動を維持・向上することが必要である。そのため，早期離床や運動負荷といったリハビリテーションの介入が求められる。
しかし，従来のリハビリテーションでは，楽しみよりも社会復帰が優先されるため，目標となる心身機能の回復まで無限に続く訓練の連続であり，訓練のたびに障害者，病人，高齢者といったレッテルから逃れられないという特徴があった。
そこで，リハビリテーションの要素を取り入れた遊びとして介護の現場で考案されたものが，「遊びリテーション」である。

## 効果
遊びリテーションでは，リハビリテーション効果による身体の機能回復に加え，他者との触れ合いや楽しみを感じることによる自発性・社会性の維持という効果を得ることが出来る。
身体を動かす，あるいは特定の姿勢を維持することにより，筋力や関節可動域の維持・向上あるいは拡大，それに伴う日常生活動作の維持・向上を目指すことができる。例えば，座位で行う活動では座位を保持する訓練となり，ボールなど道具を使用する活動では上肢の運動や巧緻動作を行う機会となる。
また，楽しみや達成感を得られる活動に参加することで気分転換となり，離床習慣を築くきっかけとなったり，心身の適度な疲労による睡眠の質の向上が期待できたりなど，生活習慣を整える一助となる。加えて，体を動かすことや道具の手触り，周囲の人々の声など様々な刺激により脳細胞が活性化されることで，認知機能の低下を防ぐ効果がある。
更に，他者との交流の機会となることで，他者に対する興味・関心を持つ，或いは持たれることを通じて，他者との関係性を深め，社会性を保つ，或いは蘇らせるきっかけとなる。また，ゲームに勝利する経験や，感謝や賞賛を得る機会となることで，自尊心を満たすことができる。他者から承認されることによる嬉しさが，障害を持つ方にとって自分の持つ障害を受容するきっかけとなる場合もある。